# Фок-мачта
Фок-мачта (от нидерл. fokkemast) — первая, считая от носа к корме, мачта на паруснике с двумя или более мачтами. Если на судне только две мачты, при этом передняя расположена почти посередине судна, то её называют «грот-мачтой».
Фок-мачта состоит из (снизу вверх) нижней фок-мачты, фор-стеньги и фор-брам-стеньги. Выше может быть расположен флагшток. Такелаж, расположенный на фок-мачте, несёт приставку «фок-», если расположен в нижней части корабля, ниже стеньги, и «фор-», если выше. Часть корабля от форштевня до фок-мачты называют «баком».
Нижний парус на фок-мачте называют просто «фок».